# 伪钞制造者
《伪钞制造者》(德語：Die Fälscher)是一部2007年的电影，由斯戴芬·卢佐维茨基编导。故事是根据二战中纳粹的伯赫德行动改编，该秘密行动试图通过伪造英镑来扰乱英国金融秩序。影片主角是一个犹太伪币制造者萨罗门"萨利"·索洛维奇，他被迫帮助纳粹在萨克森豪森集中营造伪钞。影片根据斯洛伐克犹太裔印刷工人阿道夫·伯格的回忆录改编。卢佐维茨基在编剧和拍摄过程中多次向伯格征求过意见。影片入围柏林影展主竞赛单元，2008年获第80届奥斯卡金像奖最佳外语片奖。

## 剧情
萨罗门·索洛维奇是个成功的钞票及护照伪造者。1936年他在柏林被赫尔佐格逮捕，投入集中营。在那儿，他的绘画天赋表露出来，很快被转移到萨克森豪森。在那儿他与其他有绘画、刻板天赋的犹太人被迫与纳粹合作，制造伪钞。在那儿他们能够休假、淋浴，监管他们的有狡猾的赫尔佐格以及经常虐待囚犯的荷斯特。他们很快制造了以假乱真的英镑，能够通过英国国家银行的检验。赫尔佐格则经常施予他们一些小恩小惠来“激励”他们，包括一个乒乓球台，之后又令他们制造美元。
具有革命思想的伯格认为与纳粹合作违反了原则，于是拖延时间，索洛维奇和其他一些人则苟且偷安，但他还是坚持不出卖伯格。一日他遭到荷斯特的侮辱，后来又经常听见有人被处死，思想起了波澜。他想拯救患了肺结核的科里亚，向赫尔佐格讨了药，可科里亚却被荷斯特开枪打死。苏联红军打到柏林，赫尔佐格拿着索洛维奇伪造的护照和美金准备出逃，正好撞上索洛维奇，索洛维奇夺枪本想杀死他，可最后还是把他放了。最终，集中营被解放。战后的一天，索洛维奇拿着制造的伪钞去赌场豪赌，将它们输光并认识了一位女性。

## 角色

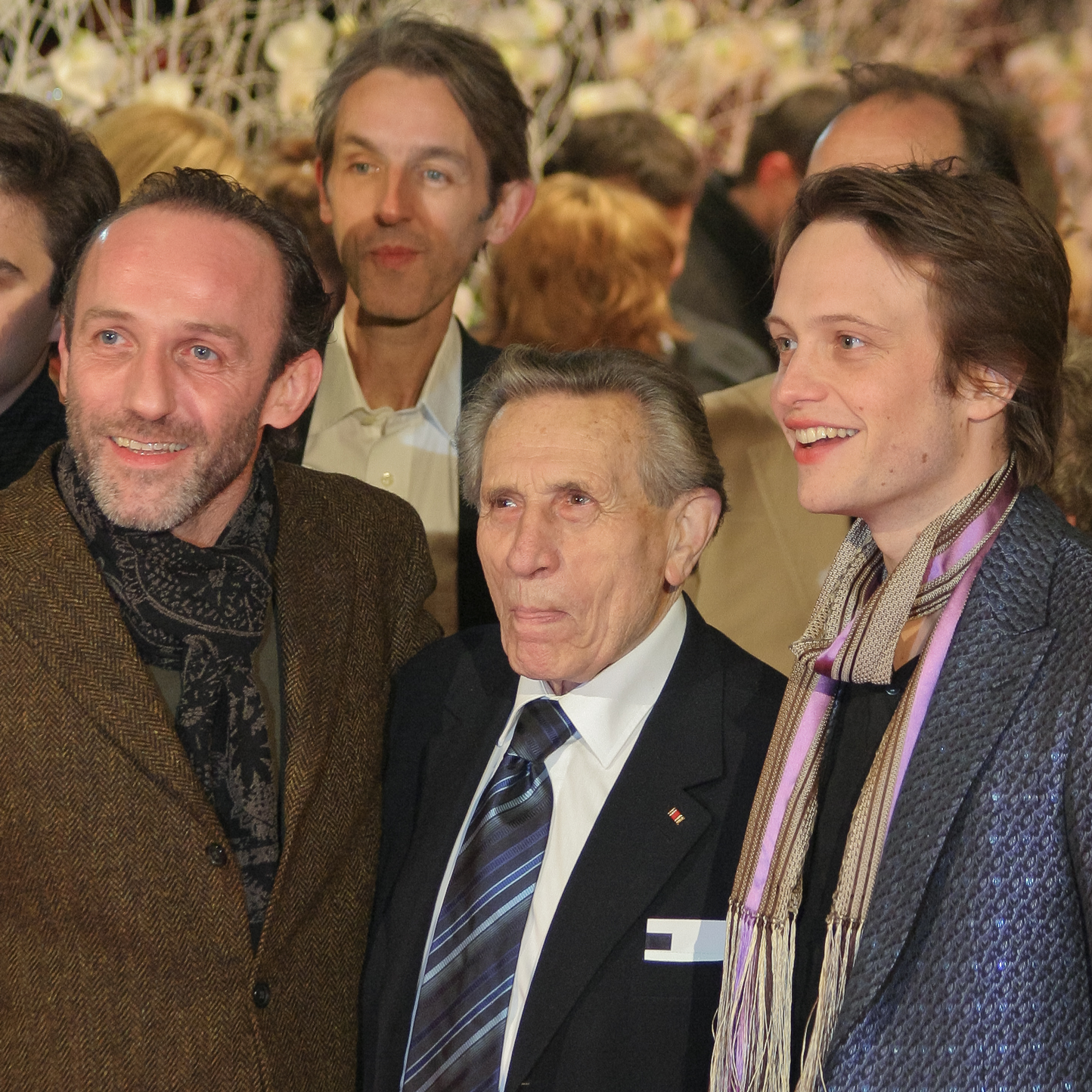
卡尔·马克维斯、阿道夫·伯格和奧古斯特·迪赫在2007年柏林电影节的电影首映礼上

- 卡尔·马克维斯 - 萨罗门·索洛维奇 (Salomon Smolianoff)
- 奧古斯特·迪赫 - Burger (Adolf Burger)
- Devid Striesow - Sturmbannführer Herzog (Bernhard Krüger)
- Veit Stübner - Atze
- Sebastian Urzendowsky - Kolya
- August Zirner - Dr Klinger
- Martin Brambach - Hauptscharführer Holst
- Andreas Schmidt - Zilinski
- Tilo Prückner - Hahn
- Lenn Kudrjawizki - Loszek

## 評價
爛番茄網站上對這部電影的好評度為94%，在122條專業評論中，115條專業評論贊同，7條專業評論反對，平均分為7.8/10，觀眾的評價則是88%，獲得全方面的讚譽。